# Pato-das-torrentes
Pato-das-torrentes ou pato crestón[carece de fontes?] (Merganetta armata) é uma espécie de ave da família Anatidae. O animal mede até 46 centímetros de comprimento e seu local de reprodução são os Andes, na América do Sul, fazendo seus ninhos em pequenas cavernas à beira da água e outros pontos abrigados. Habita geralmente regiões com mais de 1 500 metros de altitude. É um excelente nadador e mergulhador, mas voa somente pequenas distâncias.